# قطر (العقبة)
منطقة قطر في العقبة هي منطقة سكنية تقع في لواء قصبة العقبة، محافظة العقبة في الأردن. تنتمي المنطقة لقضاء وادي عربة الذي يضم 7 مناطق. يقدر عدد سكانها بـ 166 نسمة حسب إحصاء 2015. تعاني منطقة قطر من تراجع بالخدمات المقدمة لها في المنطقة بسبب تعدد المرجعيات الإدارية وتبعثر الجهود الإنمائية وغياب التنسيق بين الجهات التي تعمل في وادي عربة مع عدم وجود إستراتيجية تنموية ومخطط شمولي، ما أدى إلى قلة وتعثر المشروعات وزيادة الفقر والبطالة فيها وبمثيلاتها من مناطق اخرى. تشترك مع منطقة رحمة في الدائرة الانتخابية 

## الوصلات الخارجية
- دائرة الاحصاءات العامة